# La cittadella (film 1938)
La cittadella (The Citadel) è un film del 1938 diretto da King Vidor.
È una delle tante versioni per lo schermo realizzate in vari paesi del romanzo omonimo di Archibald Joseph Cronin pubblicato a Londra nel 1937.

## Trama
(Christine, rivolta a suo marito Andrew Manson)
Andrew Manson, giovane scozzese appena laureato, diventa medico condotto presso il villaggio di Blaenely, in Galles, iniziando come apprendista del dottor Page. Innamorato della maestra del villaggio, una giovane che condivide i suoi ideali, forte e serena, si sposa.
Pieno di nobili intenti scientifici e umanitaristici, il suo spirito si corrompe poco a poco quando più tardi si trasferisce a Londra e, grazie al casuale incontro con un compagno di università, il dottor Frederick Lawford, comincia a trattare ricchi pazienti ipocondriaci. La moglie Christine tenterà di riportarlo indietro sul suo antico percorso etico e morale. Manson aprirà finalmente gli occhi quando il suo migliore amico, il dottor Philip Denny, morirà per mano di un chirurgo incompetente e arrivista.

## Produzione
Il film fu prodotto come A King Vidor Production per la Metro-Goldwyn-Mayer British Studios, la sezione della M.G.M. in Gran Bretagna.

## Distribuzione
Il copyright del film, richiesto dalla Loew's Inc., fu registrato il 18 ottobre 1938 con il numero LP8384.
Distribuito dalla Metro-Goldwyn-Mayer, il film uscì dapprima negli Stati Uniti il 29 ottobre 1938 (a New York fu proiettato in sala il 3 novembre), mentre nelle sale britanniche venne presentato in prima a Londra il 22 dicembre 1938.

### Critica
(Pare Lorentz, McCall's, gennaio 1939)

### Riconoscimenti
Ha ricevuto quattro candidature ai Premi Oscar 1939, tra cui quella per il miglior film.
Nel 1938 ha vinto il National Board of Review Award al miglior film.